# Бахаев (хутор)
Баха́ев — хутор Карамышевского сельсовета Грязинского района Липецкой области России.

## География
Имеет две улицы: Ибаррури, Северная.

## Население
| 2010 | 2013 |
| ---- | ---- |
| 27   | ↗34  |